# Nowosielcy (kozinskoje sielskoje posielenije)
Nowosielcy (ros. Новосельцы) – wieś (dieriewnia) w Rosji, w obwodzie smoleńskim, w rejonie smoleńskim. W 2010 liczyła 179 mieszkańców.